# عبد الله بن صقيه التميمي
عبد الله بن علي بن صقيه شاعر سعودي، ولد عام 1356 هـ ببلده الصفرات بمنطقة المحمل في بلاد نجد
بدأ ينظم الشعر الشعبي عام 1372هـ وصدر له أول ديوان عام 1388هـ. وله ملاحم شعريه تمجيداً بقبيلته تميم وهو من كبار شعراء قبيلة بني تميم في الوقت المعاصر.

## اسمه ونسبه
عبد الله بن علي بن عبد الله بن علي بن إبراهيم بن محمد بن أحمد بن علي بن صقيه وال صقيه من ال بسام بن عساكر بن بسام بن عقبه بن ريس بن زاخر بن محمد بن علوي بن وهيب بن قاسم بن موسى بن مسعود بن عقبه بن سنيع بن نهشل بن شداد بن زهير بن شهاب بن ربيعه بن أبي سود بن مالك بن حنظله بن مالك بن زيد مناه بن تميم بن مر بن أد بن عمرو بن إلياس بن مضر بن نزار بن معد بن عدنان.
والشاعر عبد الله بن علي التميمي من الوهبة من ال بسام من قبيله تميم.
نسب أخوالة: من عائلة السلطان من قبيلة الدواسر فخذ الوداعين من الصفرات بالمحمل.

## مولده
ولد عام 1356هـ ببلده الصفرات بمنطقة المحمل في بلاد نجد.
وللشاعر إلمام بعلم النسب ويحفظ المطولات من عيون الشعر الشعبي.
وعمله رئيس هيئة الأمر بالمعروف والنهي عن المنكر في بلده الصفرات.

## مؤلفاته
له كتاب بنو تميم في بلاد الجبلين ,
طبع ونشرت أول نسخة قبل ما يربو على 30 سنه، عام 1401هـ -1981م.
وله دواوين:
- ديوان التميمي 1
- ديوان التميمي 2
- ديوان التميمي 3
- ديوان التميمي 4
- ديوان التميمي 5
- ديوان التميمي 6
- ديوان التميمي 7
- ديوان التميمي 8

## من أشعاره
صدر الفصل الأول من الديوان بقصيدته المطولة في وقعة (وديعة) وكان أولى بها أن تجعل في باب الفخر، فهدفها ومضمونها يحوم حوله.. وقال من أبيات هذه القصيدة مادحاً:
إلى آخر القصيدة
هذه القصيدة قالها شاعر تميم الشاعر عبد الله بن علي بن صقيه الوهبي الحنظلي التميمي في الشيخ حمد بن خليفة آل ثاني التميمي أمير دولة قطر الشقيقة،
وذلك بمناسبة دعوة لشاعر تميم، وقد ألقاها على سموه في مكتبه يوم الثلاثاء. الموافق 17/1/1425هـ.
إلى آخر القصيدة
ومن فخريات ابن صقيه قوله:
ومن روائع ابن صقيه في قومه قوله:
وقد أضاف لندوة التراث الشعبي التشريف لهم بمشاركة الشاعر عبد الله بن صقيه الوهيبي التميمي
لعام 1405هـ
الجنادرية 1

## من الحكم والأمثال
وقوله:
وله نفحات يسمو فيها ويسمو حتى ليشدك إليه استعرض معي هذه الأبيات:
وتراه يضرب على هذا الوتر في كثير من شعره
ومنها:
ومن قصائده
ويؤذيه كثيراً ما يرى من ناسه وزمانه فيفرغ بعض مافي نفسه شعراً لاذعاً موجعاً.. يقول:
وقوله
ويقول

## وفاته
توفي ابن صقيه يوم الإثنين السادس والعشرين من شهر رمضان عام 1436هـ (2015م).